# Campeonato Europeo de Hockey sobre Hierba Masculino de 2023
El XIX Campeonato Europeo de Hockey sobre Hierba Masculino se celebró en Mönchengladbach (Alemania) entre el 19 y el 27 de agosto de 2023 bajo la denominación EuroHockey Masculino 2023. El evento fue organizado por la Federación Europea de Hockey sobre Hierba (EHF) y la Federación Alemana de Hockey sobre Hierba. Paralelamente se celebra el XVI Campeonato Europeo de Hockey sobre Hierba Femenino.
Los partidos se realizaron en el Warsteiner HockeyPark de la ciudad alemana.
Un total de ocho selecciones nacionales afiliadas a la EHF compitieron por el título de campeón europeo, cuyo anterior portador era el equipo de los Países Bajos, vencedor del EuroHockey 2021.
La selección de los Países Bajos se adjudicó la medalla de oro al derrotar en la final al equipo de Inglaterra con un marcador de 2-1. En el partido por el tercer puesto el conjunto de Bélgica venció al de Alemania.

## Grupos
| Grupo A    | Grupo B      |
| ---------- | ------------ |
| Bélgica    | Países Bajos |
| Inglaterra | Alemania     |
| España     | Francia      |
| Austria    | Gales        |

## Fase preliminar
- Todos los partidos en la hora local de Alemania (UTC+2).

### Grupo A
| Equipo     | J | G | E | P | GF | GC | DG  | PTS |
| ---------- | - | - | - | - | -- | -- | --- | --- |
| Bélgica    | 3 | 3 | 0 | 0 | 13 | 5  | +8  | 9   |
| Inglaterra | 3 | 2 | 0 | 1 | 10 | 8  | +2  | 6   |
| España     | 3 | 1 | 0 | 2 | 9  | 9  | 0   | 3   |
| Austria    | 3 | 0 | 0 | 3 | 1  | 11 | -10 | 0   |

- Resultados

| Fecha | Hora  | Partido    | Partido | Partido    | Resultado |
| ----- | ----- | ---------- | ------- | ---------- | --------- |
| 20.08 | 10:15 | España     | -       | Austria    | 5-0       |
| 20.08 | 12:30 | Inglaterra | -       | Bélgica    | 3-5       |
| 21.08 | 13:15 | Inglaterra | -       | Austria    | 3-0       |
| 21.08 | 20:30 | Bélgica    | -       | España     | 5-1       |
| 23.08 | 10:00 | Bélgica    | -       | Austria    | 3-1       |
| 23.08 | 12:15 | España     | -       | Inglaterra | 3-4       |

### Grupo B
| Equipo       | J | G | E | P | GF | GC | DG  | PTS |
| ------------ | - | - | - | - | -- | -- | --- | --- |
| Países Bajos | 3 | 2 | 0 | 1 | 14 | 4  | +10 | 6   |
| Alemania     | 3 | 2 | 1 | 0 | 10 | 4  | +6  | 4   |
| Francia      | 3 | 1 | 0 | 2 | 3  | 10 | -7  | 3   |
| Gales        | 3 | 0 | 1 | 1 | 4  | 13 | -9  | 1   |

- Resultados

| Fecha | Hora  | Partido      | Partido | Partido      | Resultado |
| ----- | ----- | ------------ | ------- | ------------ | --------- |
| 19.08 | 15:30 | Países Bajos | -       | Francia      | 6-0       |
| 19.08 | 18:00 | Alemania     | -       | Gales        | 3-3       |
| 21.08 | 15:30 | Francia      | -       | Gales        | 2-0       |
| 21.08 | 18:00 | Alemania     | -       | Países Bajos | 3-0       |
| 23.08 | 17:15 | Países Bajos | -       | Gales        | 8-1       |
| 23.08 | 19:30 | Francia      | -       | Alemania     | 1-4       |

## Fase final
- Todos los partidos en la hora local de Alemania (UTC+2).

|  | Semifinales   | Semifinales  |   |         | Final        | Final        |  |
|  | 25 de agosto  | 25 de agosto |   |         | 27 de agosto | 27 de agosto |  |
|  |               |              |   |         |              |              |  |
|  |               |              |   |         |              |              |  |
|  | Bélgica       | 2            |   |         |              |              |  |
|  | Países Bajos  | 3            |   |         |              |              |  |
|  |               |              |   |         |              |              |  |
|  |               |              |   |         |              |              |  |
|  |               |              |   |         | Países Bajos | 2            |  |
|  |               | Inglaterra   | 1 |         |              |              |  |
|  |               |              |   |         |              |              |  |
|  |               |              |   |         |              |              |  |
|  |               |              |   |         | Tercer lugar |              |  |
|  |               |              |   |         |              |              |  |
|  | Alemania      | 4            |   | Bélgica | 2            |              |  |
|  | Inglaterra TP | 5            |   |         | Alemania     | 0            |  |

### Semifinales
| Fecha | Hora  | Partido  | Partido | Partido      | Resultado |
| ----- | ----- | -------- | ------- | ------------ | --------- |
| 25.08 | 18:30 | Bélgica  | -       | Países Bajos | 2-3       |
| 25.08 | 21:00 | Alemania | -       | Inglaterra   | 4-5 TP    |

### Tercer lugar
| Fecha | Hora  | Partido | Partido | Partido  | Resultado |
| ----- | ----- | ------- | ------- | -------- | --------- |
| 27.08 | 12:30 | Bélgica | -       | Alemania | 2-0       |

### Final
| Fecha | Hora  | Partido      | Partido | Partido    | Resultado |
| ----- | ----- | ------------ | ------- | ---------- | --------- |
| 27.08 | 15:00 | Países Bajos | -       | Inglaterra | 2-1       |

## Medallero
| Países Bajos | Inglaterra | Bélgica |
| Lars Balk Koen Bijen Justen Blok Thierry Brinkman Jorrit Croon Thijs van Dam Jonas de Geus Steijn van Heijningen Jip Janssen Derk Meijer Floris Middendorp Joep de Mol Terrance Pieters Tijmen Reyenga Duco Telgenkamp Derck de Vilder Maurits Visser Floris Wortelboer | James Albery David Ames Nicholas Bandurak William Calnan Brendan Creed James Gall David Goodfield James Mazarelo Timothy Nurse James Oates Nicholas Park Oliver Payne Phillip Roper Thomas Sorsby Zachary Wallace Jack Waller Samuel Ward Conor Williamson | Gauthier Boccard Cédric Charlier Nicolas De Kerpel Félix Denayer Arthur De Sloover John-John Dohmen William Ghislain Alexander Hendrickx Antoine Kina Loïck Luypaert Nelson Onana Emmanuel Stockbroekx Florent Van Aubel Arno Van Dessel Arthur Van Doren Loic Van Doren Vincent Vanasch Victor Wegnez |
| Jeroen Delmee (seleccionador) | Paul Revington (seleccionador) | Michel van den Heuvel (seleccionador) |

## Estadísticas

### Clasificación general
| 1. Países Bajos |
| 2. Inglaterra   |
| 3. Bélgica      |
| 4. Alemania     |
| 5. Francia      |
| 6. España       |
| 7. Austria      |
| 8. Gales        |

### Máximos goleadores
| Núm. | Jugador             | País         | Goles |
| ---- | ------------------- | ------------ | ----- |
| 1    | Duco Telgenkamp     | Países Bajos | 6     |
| 2    | Alexander Hendrickx | Bélgica      | 5     |
| 3    | Nicholas Bandurak   | Inglaterra   | 4     |
| 3    | José Basterra       | España       | 4     |
| 3    | Koen Bijen          | Países Bajos | 4     |
| 3    | Gareth Furlong      | Gales        | 4     |
| 3    | Florent Van Aubel   | Bélgica      | 4     |

Fuente: 

### Equipo más goleador
| Núm. | Equipo       | Goles |
| ---- | ------------ | ----- |
| 1    | Países Bajos | 19    |
| 2    | Bélgica      | 17    |
| 3    | España       | 14    |
| 4    | Inglaterra   | 11    |
| 5    | Alemania     | 10    |

Fuente: 